# Odumegwu Ojukwu
Chukwuemeka Odumegwu Ojukwu (Nnewi, 4 de noviembre de 1933-Londres, 26 de noviembre de 2011) fue un gobernador de la región oriental de Nigeria (1966-1967) y líder del estado separatista de Biafra (1967-1970).

## Biografía
Miembro del pueblo igbo, Ojukwu fue educado en la Universidad de Oxford. Fue designado dirigente de las tierras natales de los igbo del Este, después del derrocamiento del gobierno civil de Nigeria por parte de los líderes militares igbo.
Se mantuvo en ese puesto aún después de que los miembros de la oposición hausa y yoruba tramaran un exitoso contragolpe. Las presiones secesionistas acumuladas, lo obligaron a declarar la región oriental como estado independiente en 1967. Después del conflicto de Biafra huyó a Costa de Marfil; regresó a Nigeria en 1982.

## Literatura
El escritor Frederick Forsyth se desempeñó como periodista en la época de la guerra civil y fue el primero en escribir sobre esos acontecimientos directamente desde el Delta del Níger. En su libro The Biafra Story - the making of an African legend relató los hechos. Posteriormente escribió una biografía sobre Ojukwu titulada Emeka que se publicó en 1982. A su vez, Ojukwu fue inspirador del militar ficticio de la novela de Forsyth The Dogs of War, publicada en 1974.
En su colección Wampeters, Foma and Granfalloons, Kurt Vonnegut narra su encuentro con Ojukwu y se refiere a él como el "George Washington nigeriano".
Falleció el 26 de noviembre de 2011 a los 78 años de edad en un hospital de Londres (Reino Unido) a causa de una larga enfermedad seguida de un derrame cerebral.